# Récif Whitsun
Le récif Whitsun, également connu comme récif Whitson, récif Whitsum et récif Julian Felipe (en anglais Whitsun Reef, en tagalog Bahura ng Julian Felipe, en vietnamien Đá Ba Đầu, en mandarin Niú è jiāo (en sinogramme traditionnel 牛轭礁)), est un récif situé à l'extrême nord-est du banc de l'Union dans les îles Spratleys de la mer de Chine méridionale. C'est le plus grand récif du banc de l'Union.

## Topographie
Le récif est en forme de V avec une superficie d'environ 10 km2,. Jusque dans les années 1990 au moins, il n'était au-dessus de l'eau qu'à marée basse ; à d'autres moments, le récif pouvait être détecté par le motif des vagues déferlantes. À la fin du XXe siècle, de petites dunes de sable s'étaient développées sur le récif, rendant possible une revendication territoriale (un arrêt de la Cour internationale de justice de 2012 a déclaré que « les hauts-fonds découvrants ne peuvent être appropriés »). Le développement des dunes aurait pu se produire naturellement, mais la rumeur courait que l'île était en train d'être construite par le Viêt Nam et la Chine.

## Conflits territoriaux
En 2016, le récif n'était plus réclamé ; les rapports contraires (contrôle chinois) étaient basés sur une confusion. Cependant, en raison de l'importance stratégique du récif, on s'attendait à ce que le récif soit occupé « bientôt ».
Le 21 mars 2021, environ 220 navires de pêche chinois étaient amarrés au récif,,, se mettant apparemment à l'abri en raison des conditions maritimes. Les Philippines considèrent que le récif se trouve dans leur zone économique exclusive et leur plateau continental et ont protesté contre la présence chinoise. Le Viêt Nam, qui revendique également le récif, a également protesté contre la présence chinoise dans la région.
Le 3 décembre 2023, quelque 135 navires de pêche chinois ont été repérés près du récif Whitsun, au large de la province insulaire de Palawan, à l'ouest des Philippines,,. Bien que l’on ne sache pas exactement ce que font les navires dans le secteur, les experts affirment qu’il s’agit probablement de la dernière démonstration chinoise de puissance maritime dans les eaux très disputées de la mer de Chine méridionale. Les Philippines condamnent les actions de la Chine contre les navires de pêche en mer de Chine méridionale.